# قزل داغ كرد
قزل‌ داغ كرد هي قرية في مقاطعة ماكو، إيران. يقدر عدد سكانها بـ 994 نسمة بحسب إحصاء 2016.